# NGC 1715
NGC 1715 (również ESO 85-EN9) – mgławica emisyjna znajdująca się w gwiazdozbiorze Złotej Ryby. Należy do Wielkiego Obłoku Magellana. Odkrył ją John Herschel 2 listopada 1834 roku. Na niebie widoczna tuż obok znacznie jaśniejszej NGC 1714.